# Duncan Lamont (muzikant)
Duncan Lamont (Greenock, 4 juli 1931 – New Malden, 2 juli 2019) was een Britse jazzsaxofonist, -arrangeur, -componist en songwriter.

## Biografie
Lamont begon als trompettist en leidde zijn eigen band in Schotland, dat in 1951 door Melody Maker erkenning kreeg. Hij bracht enige tijd in Londen door en speelde met de Afro-Cubists van Kenny Graham, maar was nog steeds actief in Schotland begin jaren 1950. Tijdens deze periode wisselde hij naar de tenorsaxofoon. Hij werkte vervolgens met tal van bekende Britse dans- en jazzbands, waaronder Basil en Ivor Kirchin, Ken Mackintosh, Jack Parnell, Geraldo, Eric Delaney en Vic Lewis, met wie hij in 1958 door Amerika toerde. Vanaf midden jaren 1950 werkte hij ook in het Britse jazzcircuit in de bands van Johnny Keating, Dudley Moore, Bill Russo, Johnny Scott, Stan Butcher, Johnnie Spence, Alan Branscombe en Michael Gibbs.
Na zijn debuutalbum Latin All the Way, dat hij in 1966 opnam voor Metronome Records, nam hij in 1970 op voor Pathé Lo Mejor de la Bossa Nova, waaraan muzikanten deelnamen als Ike Isaacs, Ron Mathewson en Barry Morgan. In 1971 was hij betrokken bij het concert van Buddy Rich, Louie Bellson en Kenny Clare met het Bobby Lamb-Ray Premru Orchestra. Vanaf de jaren 1970 speelde hij met Richard Rodney Bennett, Johnny Dankworth, Don Lusher, Kenny Wheeler (Music For Large & Small Ensembles, ECM Records, 1980), Tony Kinsey, Ted Heath, Bud Shank & Manny Albam, Kenny Baker en Joe Temperley, ook als een metgezel voor vocalisten als Susannah McCorkle, Eartha Kitt en Elaine Delmar. Duncan schreef ook strijkarrangementen voor het album My Kinda Love van Tina May (Hepjazz, 2014). Op het gebied van jazz was hij tussen 1957 en 2014 betrokken bij 73 opnamesessies.
Als studiomuzikant werkte Lamont ook samen met Frank Sinatra, Rosemary Clooney en Paul McCartney. Naast zijn werk als muzikant schreef hij een aantal nummers zoals I Told You So (opgenomen door Trudy Kerr), Carousel (voor Nancy Marano), Not You Again (voor Cleo Laine) en Manhattan in the Rain (opgenomen door Joyce Breach en Norma Winstone). Lamont schreef ook orkestwerken zoals The Young Person's Guide to the Jazz Orchestra, Soho Suite en Sherlock Holmes Suite, de laatste met Spike Milligan. Hij componeerde ook muziek voor televisieprogramma's voor kinderen en verschillende video's uit de Walt Disney-productie. In 1999 werd hij onderscheiden met de John Dankworth Jazz Award.

## Overlijden
Duncan Lamont overleed op 2 juli 2019, twee dagen voor zijn 88ste verjaardag na een concert in de 606 Club.

## Discografie
- 1988: Blues in the Night (LDC), met Brian Dee, Mario Castronari, Allan Ganley
- 2000: Duncan Lamont/Brian Dee: Happy Talk – The Music of Richard Rodgers (Mainstem)
- 2011: Duncan Lamont Big Band Featuring Kenny Wheeler: As If By Magic... Plays Mr. Benn (Jellymould)

- Bibliothèque nationale de France: cb141126514 (data)
- Gemeinsame Normdatei: 134881990
- International Standard Name Identifier: 0000 0001 1648 9742
- Library of Congress Control Number: no97055714
- MusicBrainz: 2ce43f7c-c5af-4e4b-a69b-6a9790ffea5b
- Nationale Bibliotheek van Tsjechië: xx0151025
- Nationale Bibliotheek van Israël: 987007402354305171
- Nederlandse Thesaurus van Auteursnamen: 095014519
- Système universitaire de documentation: 077447050
- Virtual International Authority File: 263607614
- WorldCat: E39PBJkHtjBhPCkWP9HYdrTvHC